# فدراسیون صهیونیستی بریتانیا و ایرلند
فدراسیون صهیونیستی بریتانیای کبیر و ایرلند، که با نام فدراسیون صهیونیستی بریتانیا یا به‌طور ساده فدراسیون صهیونیستی (ZF) نیز شناخته می‌شود، یک سازمان چتری حمایتی برای جنبش صهیونیسم در بریتانیا است که بیش از ۳۰ سازمان و بیش از ۵۰٫۰۰۰ وابسته به آن را نمایندگی می‌کند.

## تاریخ

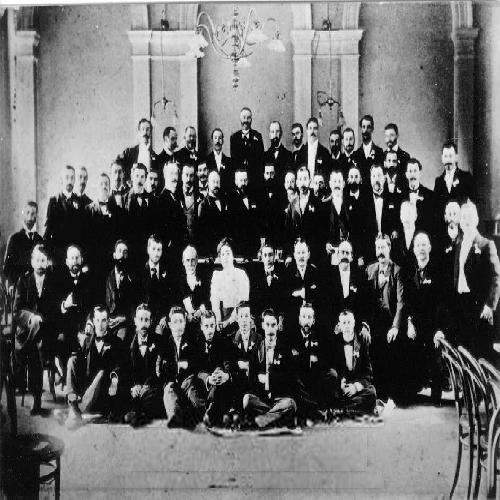
اولین کنفرانس فدراسیون صهیونیستی انگلستان ۱۸۹۹م

این سازمان در سال ۱۸۹۹ باهدف مبارزه برای دستیابی به یک سرزمین دائمی برای یهودیان تأسیس شد.
در سال ۱۹۱۷، آرتور بالفور، وزیر امور خارجه بریتانیا، بیانیه بالفور را به لرد روچیلد رهبر جامعه یهودیان بریتانیا ابلاغ کرد تا به فدراسیون صهیونیست ارسال شود.
در سال ۱۹۲۰، فدراسیون صهیونیستی سازمان بین‌المللی صهیونیستی زنان (WIZO) و کرن هیسود و همچنین تعدادی از جنبش‌های جوانان صهیونیست پایه‌گذاری کرد.

## اهداف و مقاصد
این سازمان خود را به عنوان «سازمان مردمی و مدافع اسرائیل پیشرو در بریتانیا» توصیف می‌کند که «اسرائیل را گرامی می‌دارد و دشمنان را به چالش می‌کشد.»
از جمله اهداف و اهداف آن عبارتند از:
- حمایت، هماهنگی و تسهیل کار همه افراد وابسته به خود در سراسر کشور و ادامه تعهد خود به جنبش‌های جوانان صهیونیست.
- تشویق به مشارکت یهودیان در فعالیت‌های صهیونیستی، از جمله آموزش، فرهنگ، زبان عبری و اطلاعات اسرائیل، با این باور که هدف اصلی صهیونیسم علیا است.

## فعالیت‌ها
فعالیت‌ها عبارتند از: آموزش، کمپین، مشارکت رسانه ای، لابی‌گری، مبارزه با جنبش بایکوت و تحریم اسرائیل، کار با دانشجویان و رویدادهای فرهنگی.

## ساختار و پرسنل
فدراسیون صهیونیست یک سازمان چتری است که اغلب سازمان‌ها و افراد صهیونیستی را در بر می‌گیرد. به‌این ترتیب نماینده جنبش صهیونیسم در انگلستان است.
از اوایل سال ۲۰۲۳، رئیس خاخام لی مولشتاین است.